# Pobori
Pobori (en serbe cyrillique : Побори) est un village du sud du Monténégro, dans la municipalité de Budva.

## Démographie

### Évolution historique de la population
| 1948 | 1953 | 1961 | 1971 | 1981 | 1991 | 2003 |
| ---- | ---- | ---- | ---- | ---- | ---- | ---- |
| 264  | 282  | 281  | 215  | 119  | 31   | 29   |